# Las coronelas
Las coronelas, es una polka tradicional de México, de la autoría de Bonifacio Collazo Rodríguez.

## Letra y versiones
La sociedad de Autores y Compositores de México registra 85 interpretaciones de esta pieza musical. La mayoría de estas interpretaciones corren a cargo de conjuntos de mariachi, sin embargo también las hay de conjuntos norteños, como las realizadas por Los Alegres de Terán o por el acordeonista Steve Jordan.
"Las coronelas" tiene una letra mínima y muy sencilla, que acompaña la parte intermedia de la melodía:

¡Coronelas! ¡coronelas!
¡olei! ¡olei! ¡Ay! ¡lalalalalá!
¡Coronelas! ¡coronelas!
¡olei! ¡olei! ¡Ay! ¡lá!

## Motivos culturales
Además de ser una polka y melodía muy asociada con el tema de la revolución mexicana, Las coronelas ha dado motivo o inspiración a otras expresiones culturales:
- La película mexicana de comedia Las coronelas de 1959, dirigida por Rafael Baledón y protagonizada por Antonio Badú, Andrés Soler, Martha Roth, Lorena Goubad, Rodolfo Landa, Oscar Pulido, Eulalio González “Piporro”, Pascual García Peña, Pedro de Aguillón y Emma Roldán.[2]
- Un conjunto de mariachi femenil denominado Las coronelas, que existió a mediados del siglo XX en México.[3]